# T-Pain
Faheem Rasheed Najm (sinh ngày 30 tháng 9 năm 1984) còn được biết đến với nghệ danh T-Pain, là ca sĩ người Mỹ, ca-nhạc sĩ nhạc R&B, Hip-hop và còn được biết là nhà sản xuất trong việc sử dụng auto-tune. Anh đã bắt đầu sự nghiệp ca hát của mình như một ca sĩ hát Rap trong nhóm Nappy Headz.